# Benzidine
La benzidine est le nom familier du 4,4'-diamino biphényle, une amine aromatique cancérogène qui a été utilisée pour divers tests (sur le cyanure, pour la détection du sang et celle de l'hémoglobine), ou encore dans la synthèse de colorants et teintures. Sa responsabilité dans l'induction du cancer de la vessie et du cancer pancréatique a été démontrée.
Au milieu des années 1970, la benzidine, ainsi que d'autres amines aromatiques telles que le 2-amino naphtalène, ont dans les pays développés été interdites d'utilisation dans pratiquement toutes les industries, en raison de leur caractère fortement cancérogène.
Dans le passé, un test sanguin courant utilisait la benzidine pour évaluer la quantité d'hémoglobine présente dans le sang, le plasma ou l'urine mais cet examen a été en grande partie remplacé par des tests utilisant la phénolphtaléine / le peroxyde d'hydrogène et le luminol. Une enzyme sanguine provoque l’oxydation de la benzidine en un polymère coloré en bleu. Le test au cyanure utilise un procédé chimique similaire pour obtenir la couleur bleue.
La benzidine est maintenant classée cancérogène certain pour l'homme. Des analogues chimiques de la Benzidine ont d'ailleurs été utilisés comme agents mutagènes pour des expériences sur la bactérie Salmonella typhimurium (souche TA 1538) ; certains se sont montrés 10 fois plus cancérigènes.

## Réarrangement de la benzidine
Dans une réaction classique de réarrangement appelée réarrangement de la benzidine, la benzidine se forme à la suite d'une réaction de la 1,2-diphénylhydrazine avec des acides. Le mécanisme de réaction probable serait une réaction d'un proton avec un atome d'azote provenant de la molécule d'hydrazine.

## Production
Comme pour l'amiante dont les producteurs ont quitté les États-Unis pour le Mexique, quand la toxicité de ce produit a été connue (son mécanisme de cancérogénicité était déjà au moins en partie compris au milieu du XXe siècle), il a continué à être produit et utilisé, puis la production de la benzidine s'est délocalisée de l’Europe occidentale vers l’ex-Yougoslavie et à la Corée,,,.

## Biodégradabilité
Certains microbes (ex : Pseudomonas desmolyticum), en condition anaérobie peuvent biodégrader des colorants à base de benzidine